# Mancomunidad Zona de Cantalapiedra y Las Villas
La mancomunidad Zona de Cantalapiedra y las Villas es una agrupación administrativa de municipios en la provincia de Salamanca, Castilla y León, España.

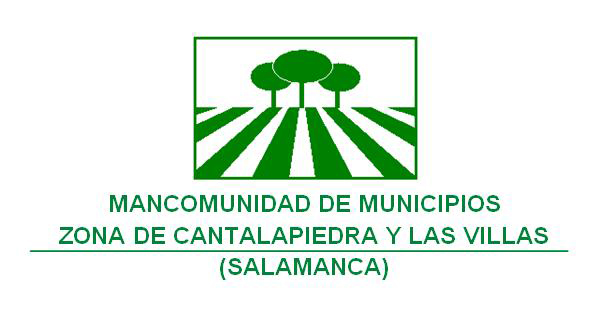
Logo de la mancomunidad

## Identificación
La mancomunidad está situada al nordeste de la provincia de Salamanca. Se constituyó en la localidad de Cantalapiedra el 13 de diciembre de 1985, con la integración de nueve municipios. Progresivamente se han ido incorporando nuevos municipios hasta un total de 19 municipios y una pedanía (Cilloruelo). El 29 de junio de 2001, la sede pasa a situarse en la localidad de Villoria.
Capitalidad: Villoria
Domicilio: C/Las Alambres s/n 
Cod. Postal: 37339 
Presidente: Fidel Montejo 
Teléfono: 923 35 66 29 
Fax: 923 35 66 29

## Reglamento Jurídico y Órganos de Gobierno
La mancomunidad de municipios de la zona de Cantalapiedra y Las Villas, está regulada por el Reglamento de organización.Funcionamiento y Régimen jurídico de las Corporaciones Locales. Los órganos de gobierno están formados por:
- Consejo: Lo forman dos de cada municipio, con un total de 32 representantes, y se reúne una vez cada tres meses.

- Junta de Gobierno: Lo forman uno de cada municipio, con un total de 19 representantes.

## Municipios que integran la mancomunidad
Los municipios que la forman son los siguientes:
| - Aldearrubia - Arabayona de Mógica - Babilafuente - El Campo de Peñaranda - Cantalapiedra - Cantalpino - Cordovilla | - Encinas de Abajo - Huerta - Moríñigo - Palaciosrubios - El Pedroso de la Armuña - Poveda de las Cintas | - San Morales - Tarazona de Guareña - Villaflores - Villoria - Villoruela - Zorita de la Frontera |

## Competencias
- Prestación de servicios de recogida de residuos sólidos urbanos y transporte hasta el vertedero, así como el tratamiento de los residuos.

- Prestación de servicios sociales.

- Gestión en materia de urbanismo.

- Creación y mantenimiento de zonas verdes municipales.

- Conservación de caminos municipales.

- Protección del medio ambiente.

- Actividades culturales, deportivas y de ocupación del tiempo libre.

- Turismo.

- Mantenimiento de infraestructuras municipales.

- Limpieza de vías urbanas.

- Materias relacionadas con los nuevos yacimientos de empleo.

- Prestación de servicios educativos, de formación y búsqueda de empleo.

## Plantilla
La plantilla de la mancomunidad, está formada por:
- Una técnico como coordinadora de proyectos dirigidos a mejorar la capacidad de inserción laboral de los desempleados, elaborando estudios de seguimiento y número de desempleados, captación, asesoramiento y estímulo de posibles emprendedores en la zona. Programación, organización, seguimiento y dirección de actividades educativas y formativas, solicitud de todo tipo de subvenciones y cualquier actividad dirigida a mejorar las posibilidades de inserción de los desempleados de la zona.

- Un técnico de Orientación para el Empleo y el Autoempleo (OPEAS), que se encarga de realizar cursos de formación y tutorías de búsqueda de empleo con las personas desempleadas de la mancomunidad.

- Una auxiliar administrativo que sirve de apoyo al técnico de orientación.

- Un arquitecto que gestiona todo tipo de informes solicitados a través de los ayuntamientos mancomunados.

- Un técnico de medioambiente que se encarga de la gestión de residuos generados en la mancomunidad y sus posibilidades de reciclaje, servicios relacionados con la normativa y control de la campaña de concienciación sobre la importancia del reciclado, la recogida de residuos sólidos urbanos, la correcta utilización del agua...

- Una técnico de animación sociocultural y una de deporte encargadas de programar, diseñar y ejecutar actividades deportivas y de animación sociocultural.

- Cinco peones que están a disposición del municipio que requiera de sus servicios.